# Oust (rivière)
Vous lisez un « bon article » labellisé en 2012.
Pour les articles homonymes, voir Oust.
L'Oust [ust] est une rivière de l'ouest de la France, principal affluent de la Vilaine qu'elle rejoint à Redon en rive droite. Son cours, long de 145 kilomètres (ou de 155 kilomètres selon certaines sources), est entièrement situé en Bretagne dans les départements des Côtes-d'Armor, du Morbihan et d'Ille-et-Vilaine. La rivière, dont une grande partie du cours est artificielle, fait partie intégrante, sur plus de 80 kilomètres, du canal de Nantes à Brest ; sa vallée revêt de pittoresques aspects lorsque, près de sa confluence avec la Vilaine, la rivière traverse l'Armorique appalachienne et offre un tracé en baïonnette formant une cluse. La vallée de l'Oust ne laisse pas apparaître de véritable unité historique mais revêt davantage l'aspect d'un agrégat de pays qui, par leur patrimoine (château de Josselin) ou la présence de lieux symboliques (bataille de Ballon), illustrent la longue histoire de la Bretagne.
L'économie de la vallée est fortement marquée par les activités liées à l'agriculture et à l'industrie agroalimentaire. Les nombreux élevages hors-sol installés dans le bassin versant ont contribué, par le rejet d'effluents, à une dégradation régulière de la qualité de l'eau. Si la concentration en nitrates reste élevée, la situation s'est toutefois améliorée comme l'atteste le repeuplement des rives de l'Oust par la loutre d'Europe.

## Hydronymie
L'Oust (en breton : An Oud, et en gallo : L'Out) est attesté pour la première fois au VIe siècle dans l'œuvre de Grégoire de Tours, Histoire ecclésiastique des Francs, livre X, 9 sous la forme Huldam Fluvium - « Ils (Beppolène et Ébrachaire) vinrent à la rivière de la Vilaine et, l'ayant passée, arrivèrent à celle de l'Aoust (Huldam Fluvium) ; là, ayant détruit les maisons du voisinage, ils firent un pont sur la rivière et toute l'armée passa ».
Le nom de la rivière est ensuite mentionné sous la forme Ult en 834, Ultum en 859, Hult au XIIe siècle, Ost en 1205, Out en 1255, Augst en 1417. Elle apparaît comme Aoust en 1433 d'après Adolphe Joanne, puis Oulde au XVIIIe siècle, à nouveau sous la forme Aoust au XIXe siècle, avant de prendre la graphie moderne Oust à la fin de ce dernier.
On peut rapprocher la forme primitive de cet hydronyme Ult du nom de la rivière le Lot (Ulda fluvius VIe siècle, Ulta VIIe siècle, fluvi d'Out en 1201) dont le radical serait le gaulois ollo- « grand, tout », suivi du suffixe -itus « celui », d'où le sens global de « celui qui est grand » → « le grand (cours d'eau) ». Ce radical gaulois ollo- est attesté avec la désinence casuelle neutre -n, ollon dans l'inscription de Chamalières et autrement dans celle de Grafenstein en Autriche. On trouve, entre autres, le théonyme Ollototae Matres en Grand-Bretagne, comparable au breton an holl dud « tous les gens. » Le gaulois ollo- ressemble au breton holl « tout » et au vieil irlandais oll « grand » > irlandais uil « tout, entier. ».
La rivière a donné son nom à plusieurs communes (Saint-Laurent-sur-Oust, Saint-Martin-sur-Oust, Saint-Vincent-sur-Oust, Bains-sur-Oust) ainsi qu’à la communauté de communes du Val d'Oust et de Lanvaux et au syndicat mixte du Grand bassin de l'Oust.

## Géographie

### Topographie

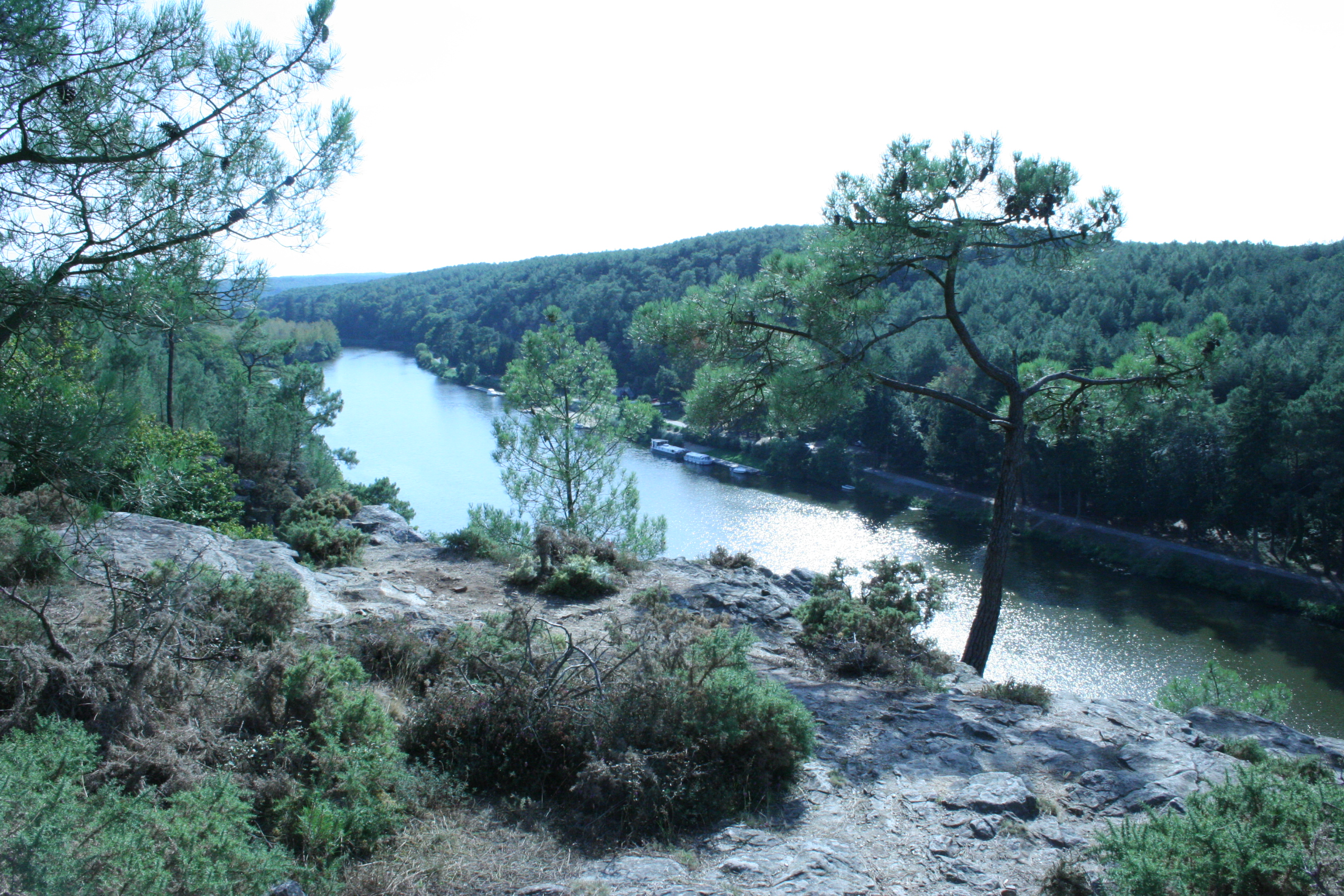
L’Oust à l'île aux Pies.

L'Oust prend sa source à 225 mètres d'altitude au nord-est du Haut-Corlay, dans les Côtes-d'Armor, au pied de la cime de Kerchouan (qui culmine à 318 mètres) dans la partie occidentale des monts d'Arrée. S'orientant vers le sud-est, son cours atteint le lac de barrage de Bosméléac après avoir dévalé une pente de 7 ‰. À partir de ce lieu, l'Oust s'assagit (adoptant une pente régulière de 1,5 ‰ qu'il garde plus ou moins jusqu'à son exutoire), traverse Rohan, reçoit à gauche l'apport de rivières affluentes descendant des monts du Mené, le Lié puis le Ninian. Il arrose ensuite Malestroit, bénéficie sur sa droite de l'apport de la Claie à Saint-Congard, dont il prolonge la direction tectonique ouest - nord-ouest / est - sud-est. Dans la dernière partie de son cours, il accueille, à gauche, l'Aff à Glénac, puis, à droite, l'Arz face à Redon, et conflue aussitôt après avec la Vilaine. C'est après la rencontre de l'Oust et de la Vilaine que cette dernière devient maritime, sensible à l'action des marées.

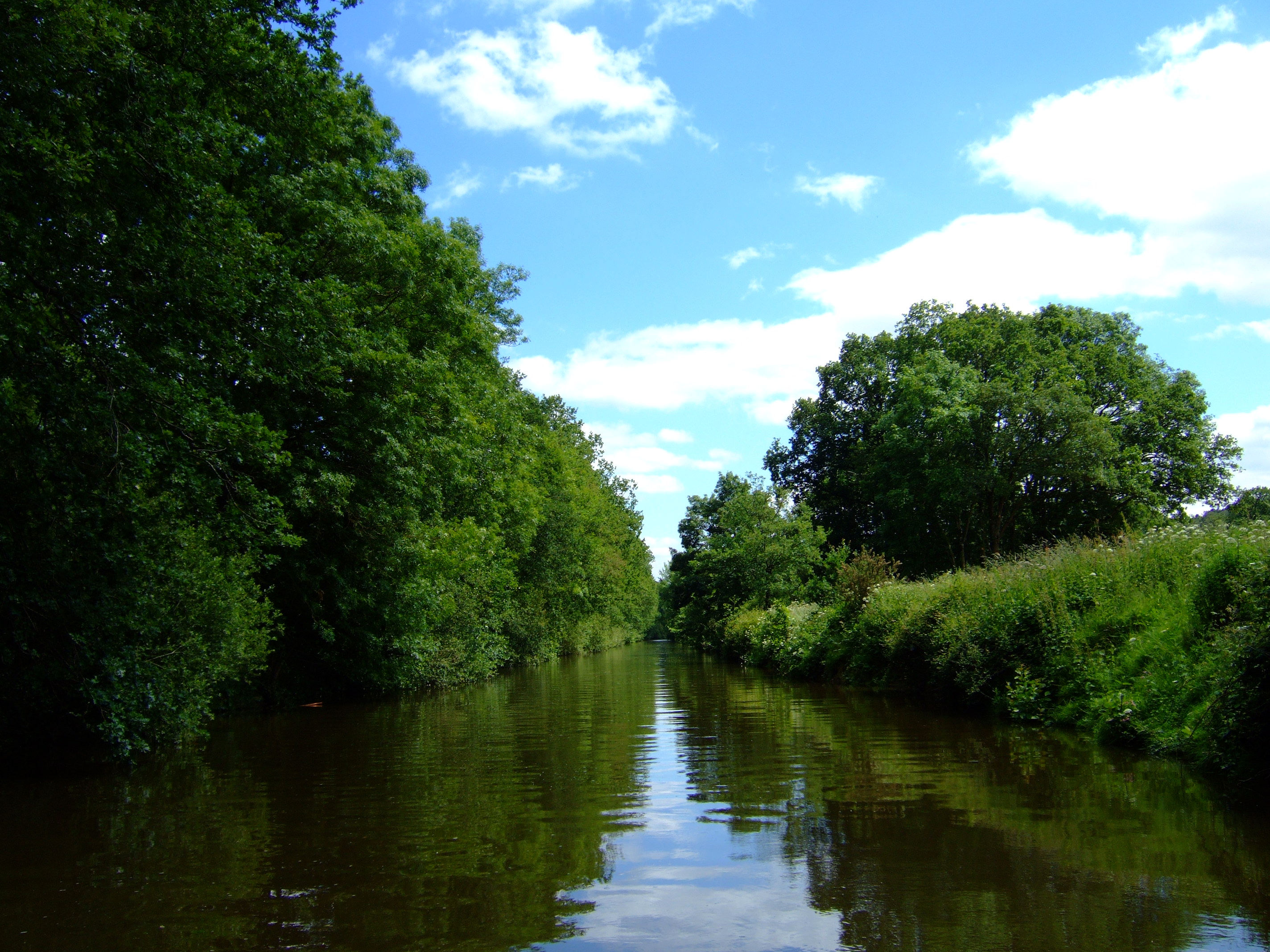
L'Oust canalisé.

Le canal de Nantes à Brest empruntant la dernière partie de son cours (voir paragraphe lui étant consacré), l'Oust apparaît comme une rivière artificialisée, succession de plans d'eau, entrecoupée de 61 écluses. À l'occasion de la construction de cette voie d'eau, des rectifications de tracé coupant de nombreux méandres ont donné naissance à des bras non navigables : bras de Timadeuc (7 kilomètres), de Pommeleuc (2 kilomètres), vieille rivière de Malestroit (6 kilomètres), Oust inférieur du barrage de la Potinais à la confluence avec la Vilaine (10 kilomètres). Il n'est pas rare de trouver, dans certaines publications, une longueur du cours supérieur (155 kilomètres) à celle donnée par le SANDRE (145 kilomètres) car tenant compte de l'ancien tracé de la rivière.
L'Oust présente, dans sa basse vallée, près de sa confluence avec la Vilaine à Redon, un tracé en baïonnette, dû au relief appalachien des Landes de Lanvaux. Cette partie du cours de la rivière se situe en effet dans l'Armorique appalachienne qui se caractérise par des alignements de crêtes peu élevées constituées de roches dures séparées par des sillons creusés dans les roches tendres. L'Oust, installé dans un de ces sillons, adopte, entre Glénac et Saint-Perreux, un tracé en baïonnette, creusant son lit dans un pli bombé constitué de schiste, de grès et de granite et forme une cluse. Ce site dénommé l’île aux Pies, exceptionnel dans la France de l'ouest, présente le spectacle de falaises culminant à plus de 50 mètres d'altitude au-dessus du lit du cours d'eau et a valu à la basse vallée de l’Oust d'être classée Grand Site naturel sur une quinzaine de kilomètres en 1981, c'est le seul de Bretagne à ne pas être localisé sur le littoral.

### Hydrographie

Le bassin versant de l'Oust dans le cadre de celui de la Vilaine.

Le bassin versant de l'Oust couvre une superficie de 3 630 km2 répartie inégalement sur trois départements bretons : les Côtes-d'Armor, le Morbihan et l'Ille-et-Vilaine. Il représente plus du tiers de l'aire du bassin de la Vilaine estimée à 10 400 km2. Issu d'un massif granitique, l'Oust draine un bassin constitué en majorité de roches métamorphiques : schiste pour 55 %, grès pour 30 % et roches cristallines pour seulement 15 % (granite et cortèges granitiques). Cet ensemble est encadré au nord par les monts du Mené, à l'est par les massifs de Paimpont et du bois de Grée, au sud et à l'ouest par des formations cristallines parallèles à la côte morbihanaise comme les Landes de Lanvaux.
Le bassin de l'Oust rassemble, dans 195 communes, environ 225 000 habitants, soit une densité moyenne de 62. À dominante rurale, il compte peu d'unités urbaines, les plus grandes dépassant à peine 10 000 habitants. Les agglomérations les plus importantes se situent en amont, Loudéac (10 000 hab.), ou en aval, Redon (10 400 hab.). Le reste du cours de la rivière ou de ses affluents ne comporte que des villes de taille inférieure comme Rohan (1 600 hab.), Josselin (2 600 hab.), Ploërmel (9 000 hab.) ou Malestroit (2 500 hab.).

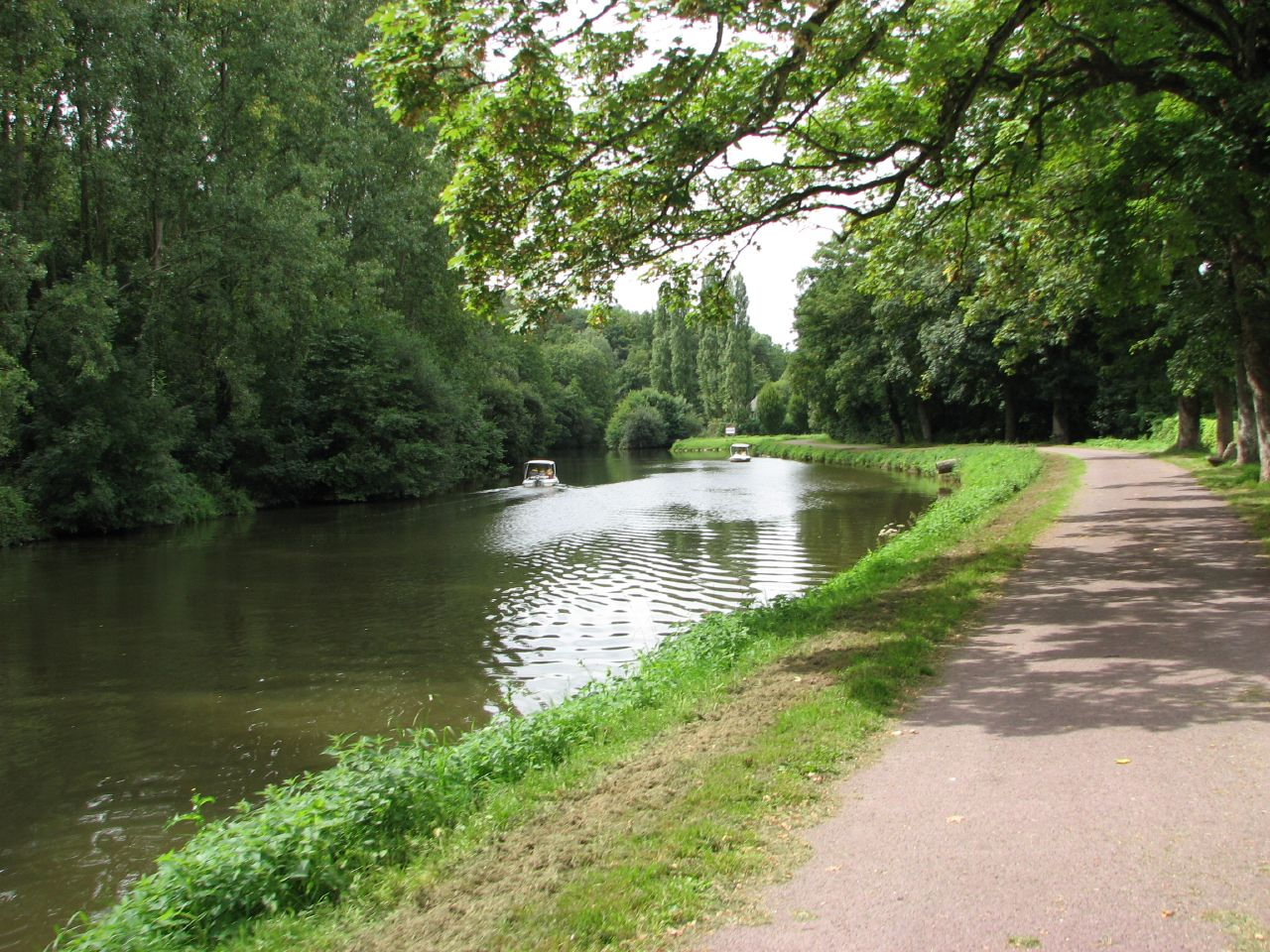
L'Oust près de Josselin.

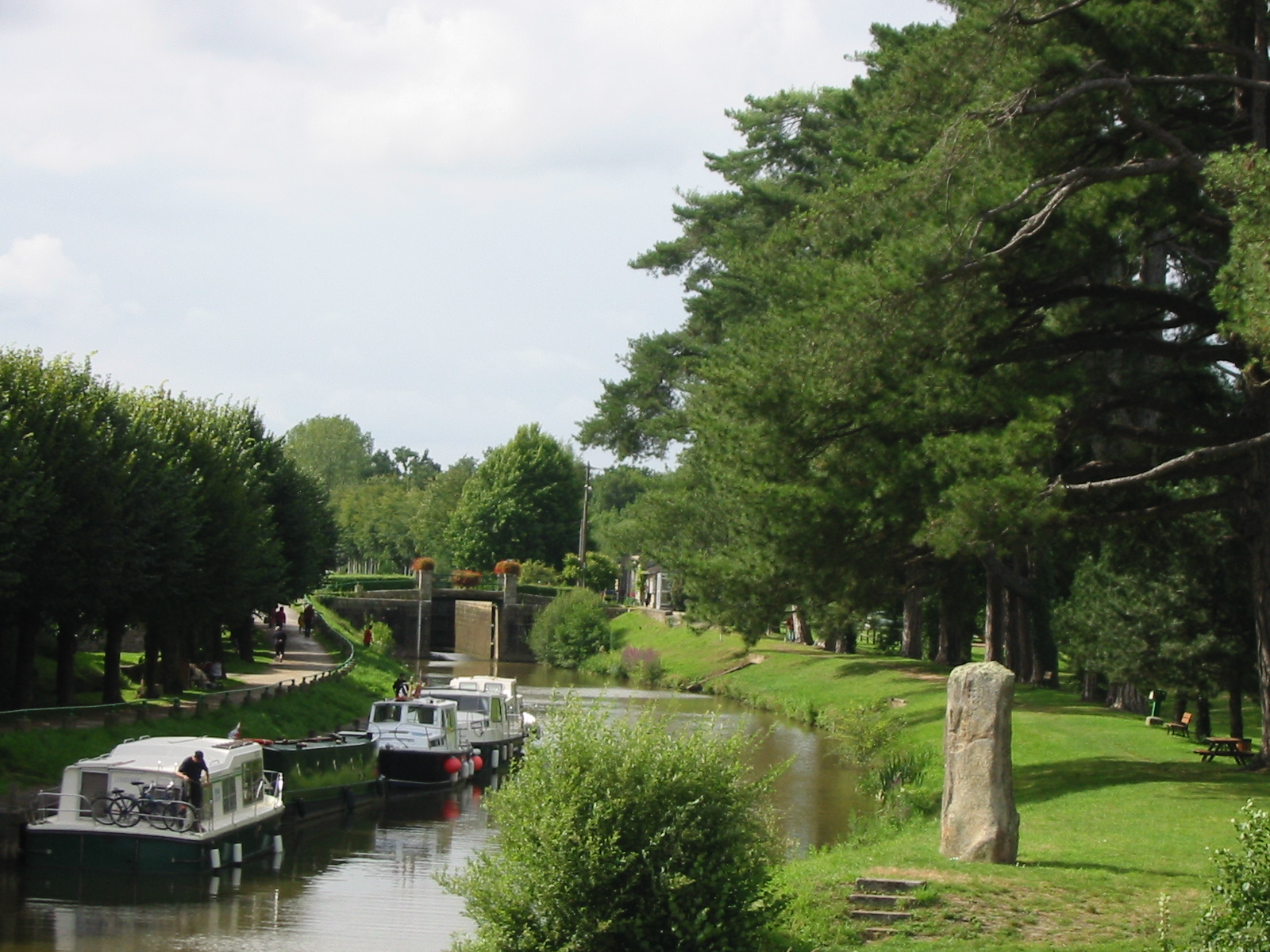
Canal de l'Oust à Malestroit.

Le bassin versant dépend, pour sa gestion, de l'Institution interdépartementale pour l'aménagement de la Vilaine fondée en 1961 qui est devenue un Établissement public territorial de bassin (EPTB), en juillet 2007, ayant pour mission principale la révision du Schéma d'aménagement et de gestion des eaux (SAGE) approuvé par l'arrêté du 1er avril 2004. Dans certains cas, tout particulièrement dans le cadre de la lutte contre la pollution de l'eau et du rétablissement de l'équilibre écologique du cours d'eau, d'autres organismes peuvent intervenir à des échelles plus aptes à appréhender des spécificités locales. Ainsi, il existe depuis novembre 1998, un Syndicat mixte du Grand bassin de l'Oust, couvrant la quasi-totalité du bassin versant, dont l'action se concentre sur l'amélioration de la qualité des eaux de l'Oust et de ses affluents. Ce syndicat est une fédération de huit différents sous-bassins, à savoir ceux de l'Arz, de l'Aff-est, de l'Aff-ouest, de la Claie, du Ninian - Leverin, de l'Oust-aval, de l'Oust-moyen, de l'Yvel - Hyvet.
L'Oust bénéficie de l'apport de plusieurs affluents qui sont d'amont en aval :
- le ruisseau de Kersaudy (12 km) à Uzel en rive droite ;
- le ruisseau de la Bellière (Larhon) (19 km) à Rohan en rive gauche ;
- le Lié (60 km) à Pleugriffet en rive gauche ;
- le Sédon (17 km) à Guégon en rive droite ;
- le Ninian (58 km) à Montertelot en rive gauche ;
- la Claie (62 km) à Saint-Congard en rive droite ;
- l'Aff (65 km) à Glénac en rive gauche ;
- l'Arz (67 km) à Redon en rive droite.

### Hydrologie

Débits mensuels de l’Oust sous la forme d’un histogramme.

Dans le cadre d'un régime pluvial océanique, l'Oust assure un débit de 27 m3/s à son exutoire lors de sa confluence avec la Vilaine à Redon. L'ensemble du bassin versant de l'Oust est affecté par un climat océanique et reçoit environ 700 mm de précipitations annuelles en moyenne, données largement inférieures à celles du littoral.
À la station hydrologique de Saint-Gravé, à environ 25 km de l'exutoire, le débit de l'Oust, observé sur 44 années (de 1969 à 2012), atteint en moyenne 23,0 m3/s pour un bassin versant de 2 465 km2 (soit guère plus de 68 % de sa superficie totale - cette faible aire s'explique par l'absence des bassins hydrologiques de l'Aff et l'Arz dont les eaux se mêlent à l'Oust en aval de ce point). Le fleuve présente des variations très forts du module, la période des hautes eaux peut être enregistrée durant l'hiver avec une moyenne mensuelle de 54,4 m3/s en janvier et février et de 39,5 m3/s en mars. Les basses eaux interviennent pendant la période estivale avec des débits de 5,14 m3/s, 3,19 m3/s et 3,82 m3/s atteints respectivement en juillet, août et septembre. Le coefficient d'excessivité (rapport entre le débit mensuel le plus faible et le plus élevé) est très fort, de l'ordre de 17,05. Il s'explique par la nature des roches qui favorise un écoulement brutal et immédiat des précipitations conjugué à l'évapotranspiration plus forte en été que durant l'hiver. Ce type de régime peut conduire à une montée rapide des eaux en cas de précipitations abondantes et donc au risque de crues. Ces dernières interviennent le plus souvent après des longs épisodes pluvieux hivernaux saturant complètement les sols du bassin versant et prennent la forme de crues lentes de plaine. Le fleuve sort de son lit mineur et ses eaux envahissent son lit majeur ; ces débordements sont lents, peu dangereux car les populations menacées peuvent être prévenues, ils n'en occasionnent pas moins des dégâts matériels importants. Les dernières crues importantes sont intervenues en janvier 2008
et février-mars 2010 autour de la commune de Malestroit.
En établissant une comparaison entre le débit et le bassin versant, l'Oust présente un module annuel assez conforme à la moyenne nationale ainsi que l'atteste une lame d'eau de 297 mm/an (la moyenne nationale est de 300 mm, mais le Blavet voisin offre une lame d'eau bien supérieure de 434 mm/an). Son débit spécifique (ou Qsp) est de 9,4 litres par seconde et par kilomètre carré de bassin contre 9,5 l/s/km2 pour l'ensemble des cours d'eau français et 13,7 l/s/km2 dans le cas du bassin du Blavet.

## Histoire et patrimoine

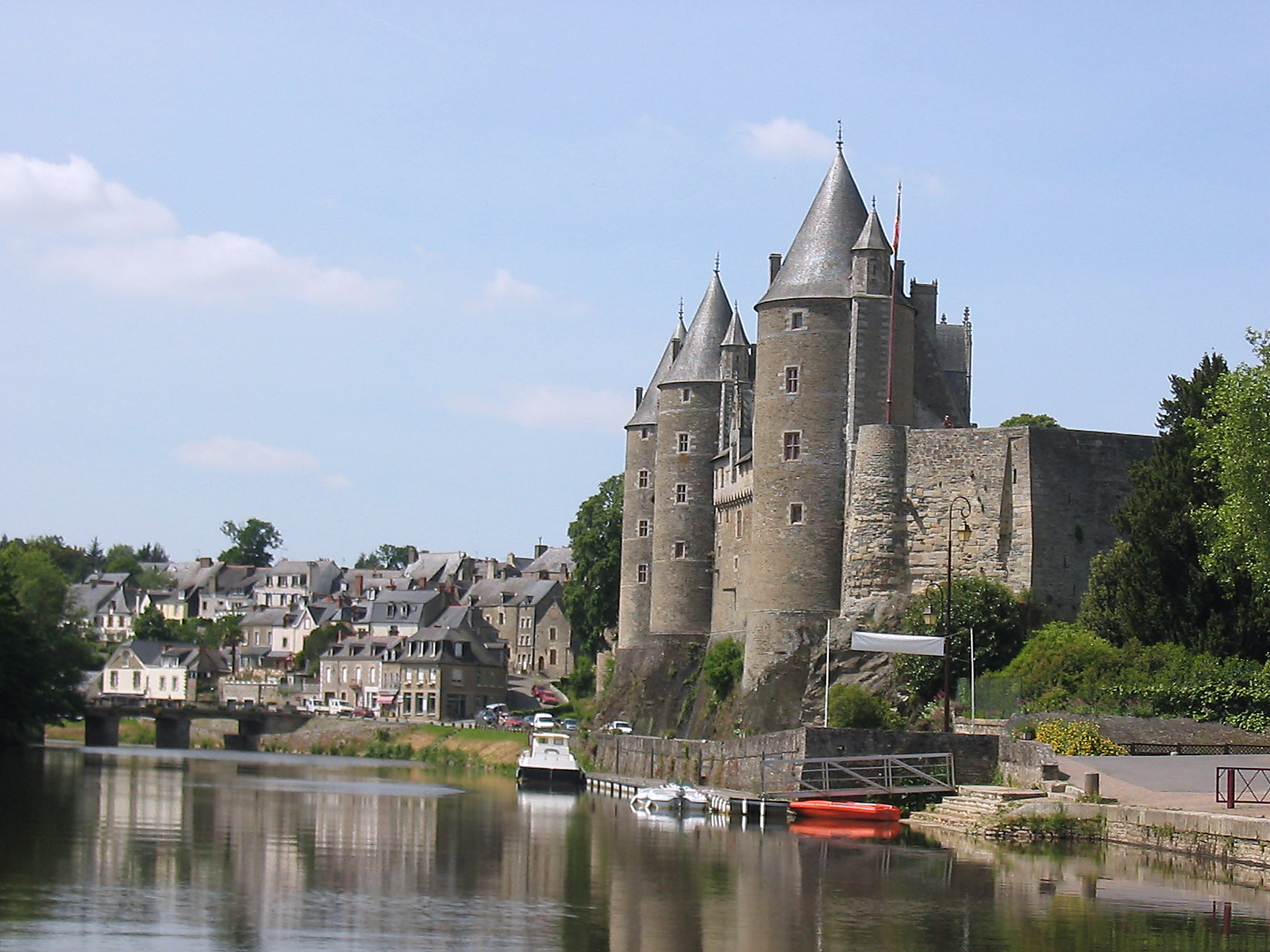
Le château de Josselin sur une des rives de l'Oust.

La vallée de l'Oust ne possède ni l'unité historique, ni le patrimoine dont certaines de ses homologues peuvent se targuer. Toutefois, le long de son cours ou à proximité immédiate, s'égrènent de petites villes ou villages dont le passé rappelle les différentes étapes de l'histoire de la Bretagne. La rivière a changé de lit avant sa confluence avec la Vilaine, la seule trace est la délimitation des départements Morbihan et Ille-Et-Vilaine.

### Haute vallée
Près des sources de la rivière, à quelques kilomètres à l'est de son cours, Loudéac possède peu de vestiges de la longue histoire qu'elle doit à sa position de carrefour au cœur de la Bretagne intérieure. Des traces de son peuplement remontant à la préhistoire ont été attestées avec la découverte de quelque 700 haches de bronze dans le quartier de Saint-Bugan. En revanche, la période romaine, durant laquelle, située sur la voie Rennes (Condate) - Carhaix (Vorgium), elle vécut du commerce et de la poterie ou le Moyen Âge, et qui vit le développement de la culture du lin et du tissage de la toile, ont laissé bien peu d'empreintes dans le paysage de cette petite ville, sous-préfecture jusqu'en 1926.
Plus au sud, sur la partie déjà canalisée de la rivière, villes et villages évoquent, par leur patrimoine plus ou moins préservé, les heures de la Bretagne médiévale et de la puissante maison de Rohan qui marqua de son empreinte la vallée de l'Oust moyen. Le bourg de Rohan, déjà siège d'un camp romain au Bas-Empire, possède un ancien château, aujourd'hui ruiné, édifié sur les bords du cours d'eau, au début du XIIe siècle, par Alain Ier, vicomte de Porhoët et fondateur de la famille de Rohan. Peu de kilomètres en aval, la rivière est bordée par les bâtiments de l'abbaye cistercienne de Timadeuc fondée en 1841 par des moines de l'abbaye de la Trappe en Normandie dans une ancienne bâtisse médiévale ayant appartenu à la famille des Tymadeuc jusqu'en 1604. À proximité de l'abbaye, sur le bras dit de Timadeuc, il est possible de découvrir un ancien moulin, rare vestige de l'ancienne activité meunière de la rivière. Déjà peu nombreux sur le cours de l'Oust, les moulins n'ont pas survécu à la canalisation du cours d'eau et les témoignages de leur présence sont rares.

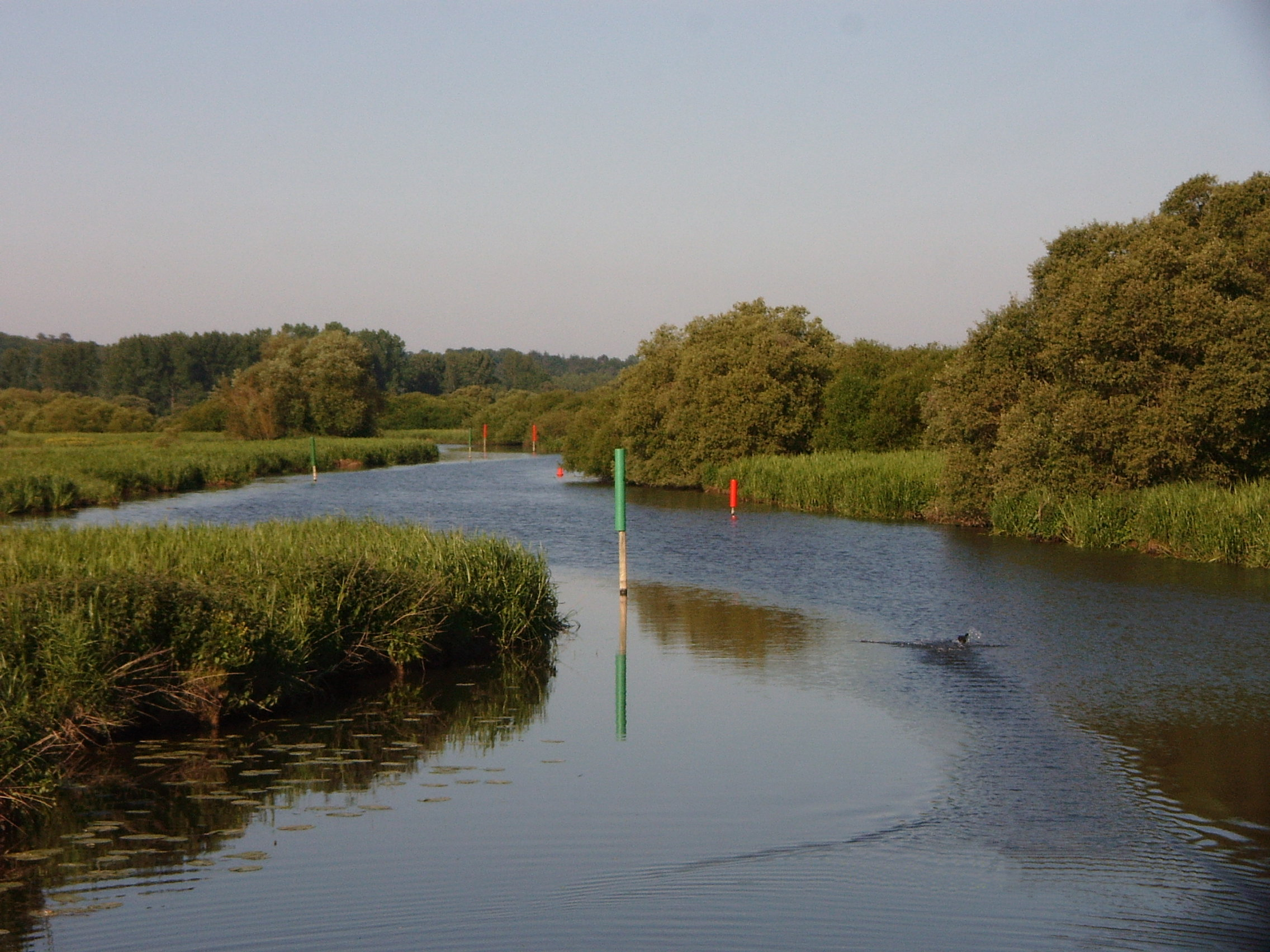
La confluence de l’Aff et de l’Oust près de laquelle se déroula la bataille de Ballon.

La ville de Josselin offre un témoignage historique et architectural parmi les plus importants de la vallée de l'Oust,. Cité médiévale, fief de la famille du Porhoët, puis de Rohan, elle possède de nombreuses anciennes maisons à colombages du XVe siècle, XVIIe siècle et XVIIIe siècle le long de ses rues étroites ; la basilique Notre-Dame-du-Roncier, édifiée à partir du XIIe siècle mais très largement modifiée depuis ; et surtout son édifice majeur : le château des Rohan. Ce dernier, démoli et reconstruit à plusieurs reprises, illustre les vicissitudes des époques qu'il traversa. La façade extérieure de l'édifice, qui domine l'Oust, témoigne de la puissante forteresse construite par Olivier de Clisson à partir de 1370, après qu'un premier château eut été détruit par Henri II Plantagenêt en 1168. Avec ses neuf tours, dont quatre subsistent aujourd'hui, et son donjon qui dominait la rivière de 280 pieds (soit plus de 90 mètres), il représentait un redoutable ouvrage de défense que fit partiellement démanteler le duc François II de Bretagne en 1488. La façade intérieure, datant de la reconstruction du château par Jean II de Rohan entre 1495 et 1506, offre une façade Renaissance en granit ciselé qui contraste avec l'aspect sévère de l'époque médiévale,.
À égale distance entre Josselin et Ploërmel, dans la vallée de l'Oust, en un lieu appelé « le chêne de Mi-Voie », se déroula, en 1351, un des épisodes les plus célèbres de la guerre de Succession de Bretagne, le combat des Trente. En continuant à descendre le cours canalisé de la rivière, on rencontre la ville de Malestroit, surnommée la « perle de l'Oust », vieille cité médiévale, fondée au Xe siècle, siège d'un ancien prieuré bénédictin construit au XIIe siècle, enrichie par le commerce fluvial, maintes fois ruinée et haut lieu de la Chouannerie de la période révolutionnaire jusqu'aux Cent-Jours. De ce passé tumultueux, la ville garde quelques logis de riches marchands construits du XVe siècle au XVIIe siècle et l'église Saint-Gilles édifiée au XIIe siècle et rebâtie en partie au XVIe siècle,.
Le patrimoine immatériel est également présent dans la partie amont du bassin dans le cadre de la préservation de traditions folkloriques avec l'organisation de nombreuses fest-noz et du succès rencontrés par les « Chansons de l'Oust et du Lié » interprétées à ces occasions

### Basse vallée

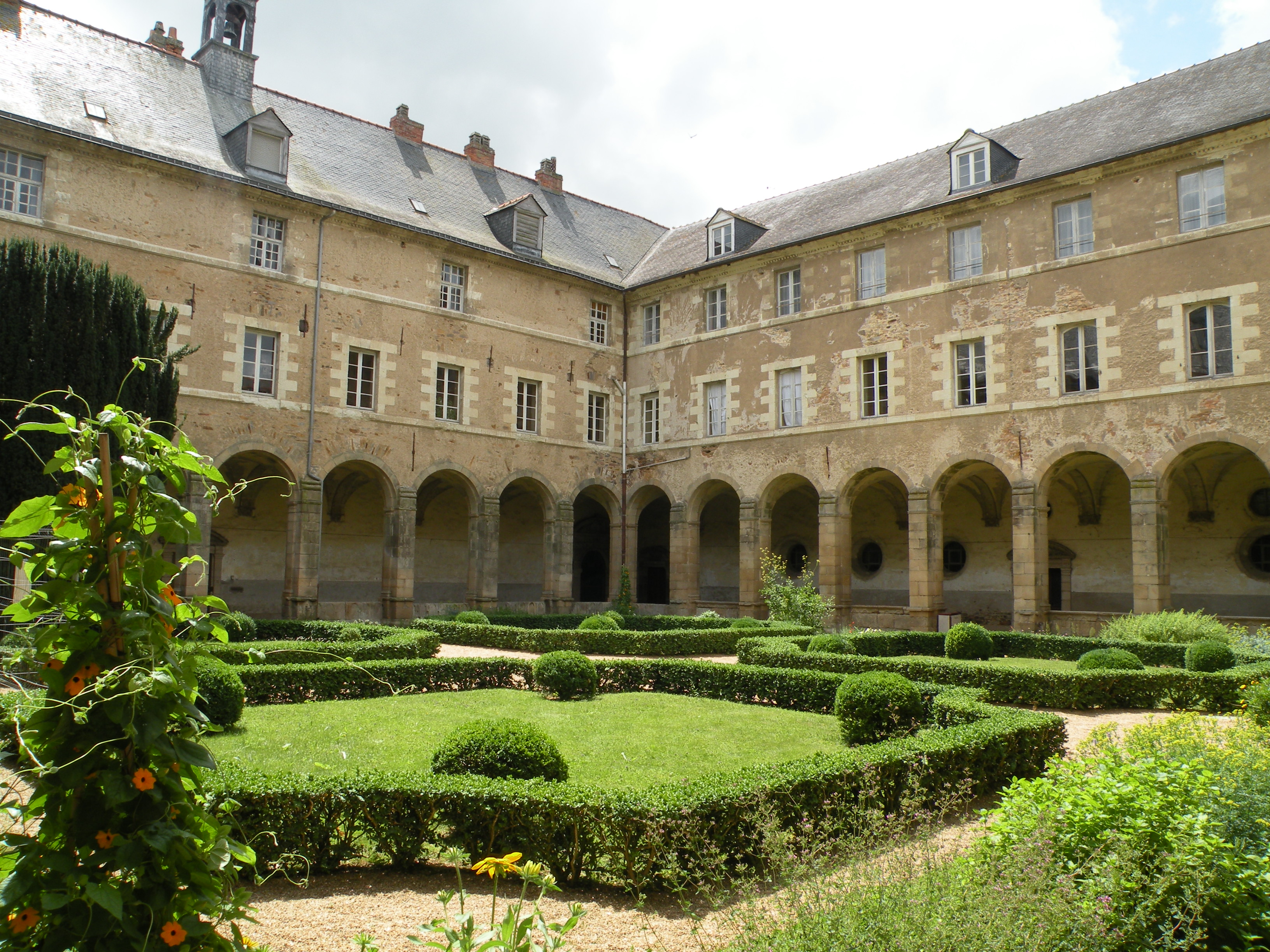
Le cloître de l'abbaye Saint-Sauveur de Redon.

La basse vallée de la rivière est surtout connue pour ses sites naturels, mais l'histoire n'est pas absente des rives du cours d'eau. À la confluence de l'Oust et de l'Aff, en 845, la cavalerie bretonne de Nominoë vainquit, lors de la bataille de Ballon, les troupes franques de Charles le Chauve en les attirant dans les zones marécageuses,.
L'Oust termine sa course dans la Vilaine à Redon dont la devise « Kêr Vihan, Brud Vras » (Petite ville, grand renom) résume l'histoire,. Presqu'île entourée de marais, carrefour hydrologique et pont à la fois, le site de Redon attira dès le IXe siècle des moines qui fondèrent, en 832, sous la conduite de Saint Conwoïon, une première communauté religieuse amenée à devenir l'abbaye bénédictine Saint-Sauveur (aujourd'hui l'église paroissiale Saint-Sauveur). Cette dernière fut, grâce à ces relations étroites avec le Saint-Siège et aux privilèges accordés par les ducs de Bretagne, la principale abbaye bretonne du Moyen Âge, fondant de nombreux établissements dans tout le Massif armoricain. Redon vécut longtemps au rythme de son abbaye et d'un commerce fluvial et maritime actif, surtout à partir du XVIe siècle lorsque la canalisation de la Vilaine jusqu'à Rennes fit de la ville le port maritime de la capitale bretonne jusqu'au XVIIIe siècle durant laquelle la présence de la Compagnie française des Indes orientales et de chantiers navals renforcèrent encore son rôle. Le XIXe siècle vit péricliter l'activité maritime, mais le développement du réseau des canaux bretons et l'apparition des chemins de fer confirma le rôle de carrefour de la porte de la vallée de l'Oust.

## Aménagements

### Canalisation

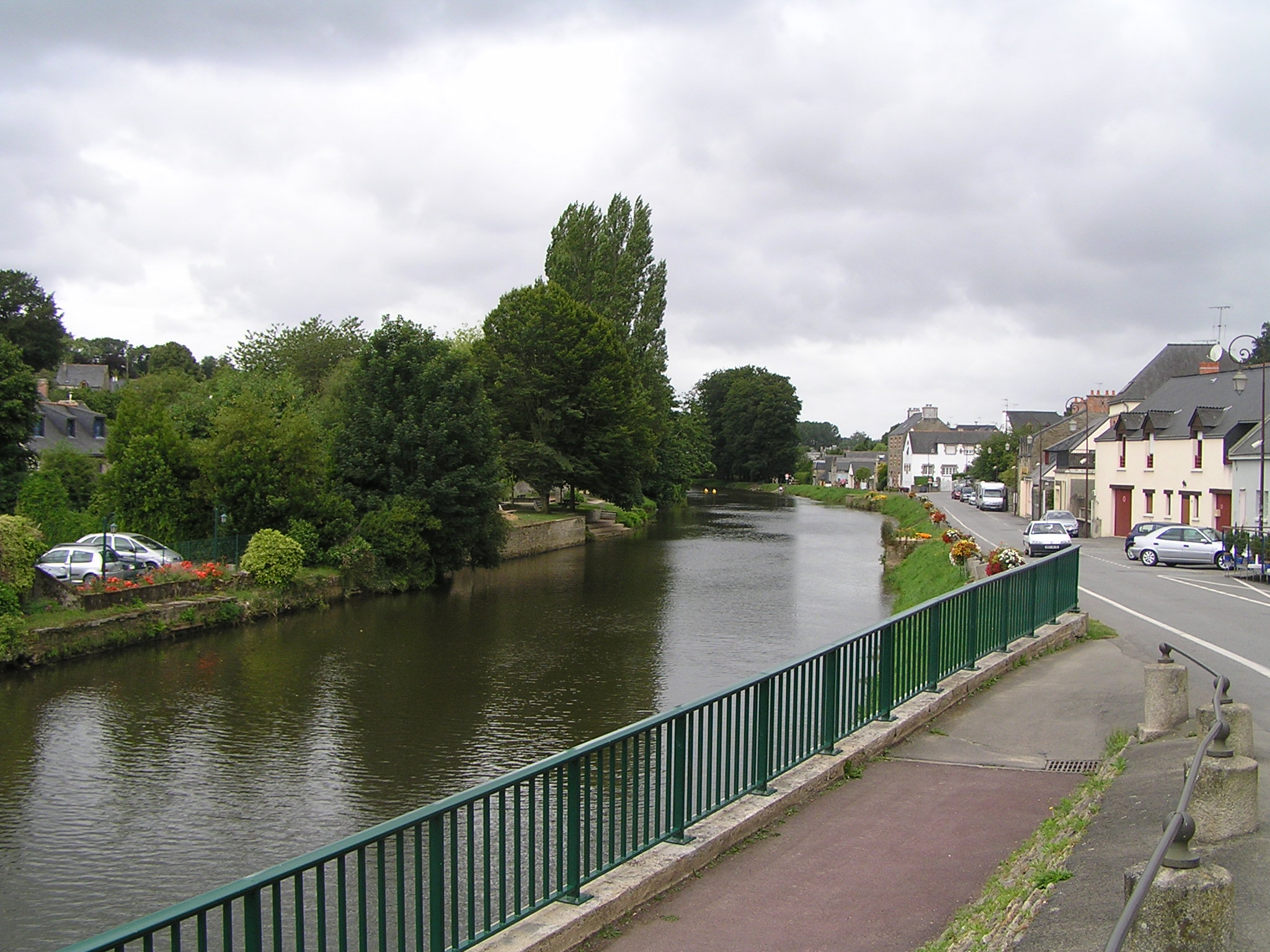
Le canal à Josselin.

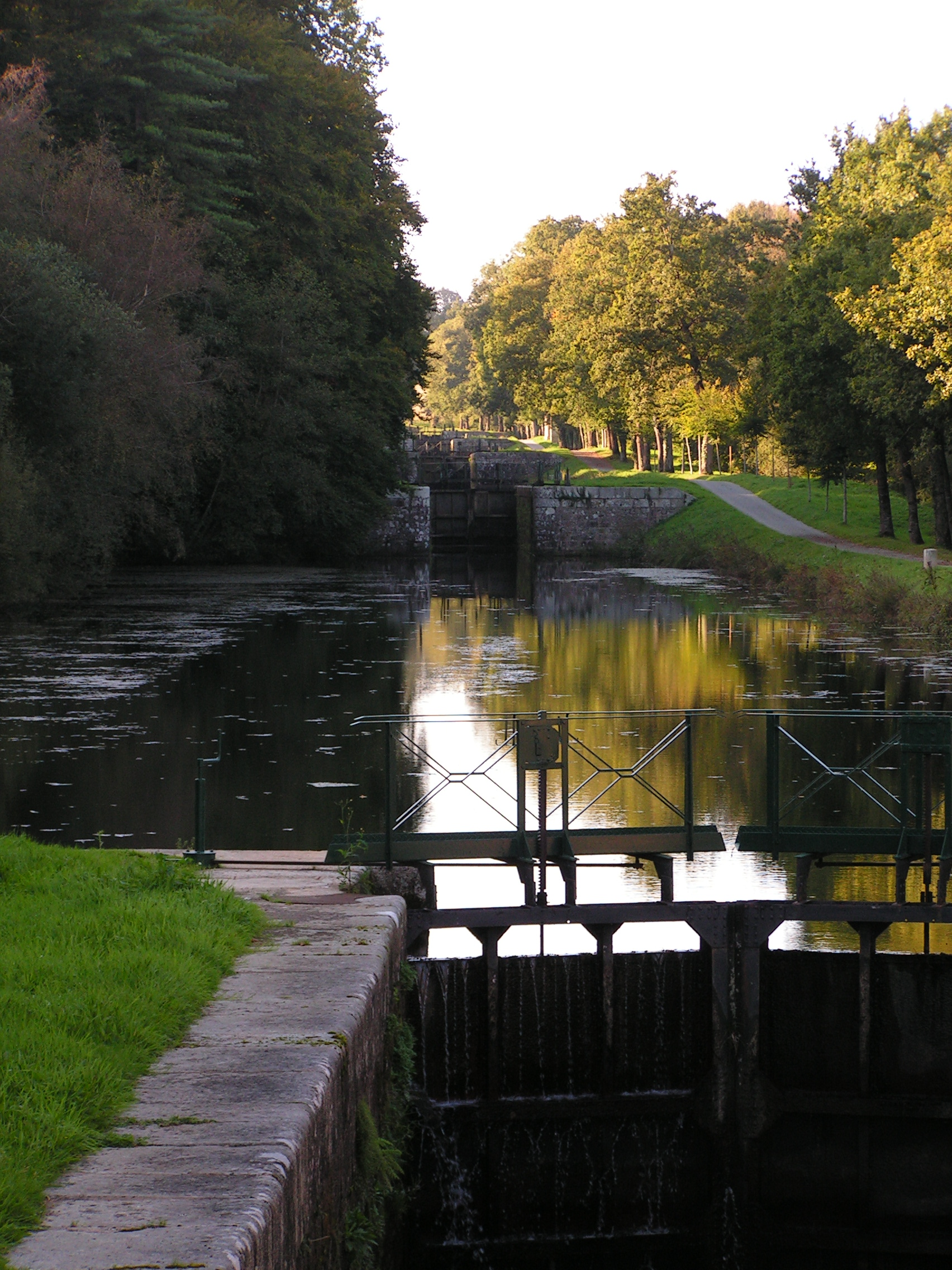
Le canal à Gueltas, à l'extrémité nord de l'Oust canalisé (échelle d'écluses de Boju).

La vallée de l'Oust est empruntée par le canal de Nantes à Brest du confluent avec la Vilaine jusqu'à l'amont de Rohan ; le canal abandonne ensuite l'Oust pour rejoindre Pontivy et le Blavet par une section artificielle avec bief de partage. Avant la construction de ce canal, l'Oust était déjà navigable en aval de Malestroit, grâce à 2 écluses à Beaumont et Rieux en Saint Congard. Un  canal  de Nantes à Brest, via plusieurs rivières dont l'Oust, fut envisagé, dès 1754, par le comte François Joseph de Kersauson pour favoriser le développement manufacturier de la région, mais faute de crédits le projet fut abandonné. L'idée de réaliser cette liaison fut relancée, sous le Consulat, en 1803, les autorités poursuivant alors un objectif plus stratégique qu'économique: relier les arsenaux de Brest et Lorient avec Nantes et Saint-Malo en toute sécurité alors que la marine anglaise possédait la maîtrise de la mer et constituait un danger permanent pour la circulation maritime au large des côtes de Bretagne. La construction ne commença qu'en 1811 et les travaux ne furent achevés, après bien des interruptions, qu'en 1836 par la Compagnie des Quatre Canaux, créée en 1821 par MM. Hagerman, Odier, André et Cottier, et dernière concessionnaire de la voie d'eau (le canal ne fut officiellement inauguré qu'en 1858 par Napoléon III).
La particularité de cette voie d'eau, longue de plus de 360 kilomètres, était d'utiliser sur près de 80 % de son parcours des fleuves et rivières aménagés pour la navigation ; au total, huit cours d'eau appartenant à quatre bassins fluviaux, liés par de courts tronçons artificiels. Ainsi l'Oust, plus ou moins au centre de cette artère, est navigable sur 84 kilomètres (soit plus de 60 % de son cours). Du milieu du XIXe siècle aux années 1920, le trafic fut actif (surtout durant la Belle Époque de 1890 à 1914) ; l'Oust voyait ainsi passer de nombreuses embarcations (gabares, péniches, chalands) transportant productions agricoles, engrais, ardoises, sable, chaux, charbon... La concurrence du chemin de fer et de la route, la mise en service en 1930 du barrage de Guerlédan qui coupa le canal en deux, le faible gabarit de la voie d'eau (les dimensions des navires pouvant naviguer sur la voie d'eau - 25,7 m sur 4,70 m et un mouillage de 1,60 m - sont bien inférieures à celles du gabarit Freycinet - 38,5 m sur 5,20 m et un mouillage de 2,20 m) entraînèrent le déclin inéluctable du trafic avant la Seconde Guerre mondiale. Après des années difficiles, l'Oust connaît un renouveau de son trafic, mais aux lourdes embarcations chargées de marchandises se sont substitués les bateaux de tourisme.

### Barrage de Bosméléac et rigole d'Hilvern

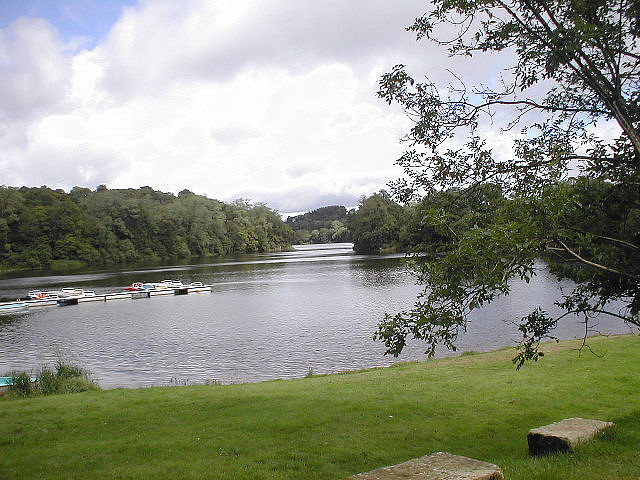
Le lac de retenue de Bosméléac.

Le barrage de Bosméléac fut construit entre 1830 et 1842 dans la haute vallée de l'Oust et était destiné à alimenter le canal de Nantes à Brest, plus exactement le bief de partage entre l'Oust et le Blavet lors des basses eaux estivales et à réguler le cours de la rivière. D'une superficie de 72 hectares, la retenue, sise sur le territoire des communes du Bodéo, d'Allineuc, de Merléac et de Saint-Martin-des-Prés, offre un plan d'eau sinueux long de quatre kilomètres aujourd'hui utilisé pour la pêche et les loisirs nautiques
De ce plan d'eau sort la rigole d'Hilvern, bief de dérivation parallèle à l'Oust, destinée à amener l'eau jusqu'au canal. Suivant les courbes de niveau, sur un relief séparant les bassins de Rohan et de Pontivy, la rigole part d'Allineuc, à 128 mètres d'altitude, et, au terme d'un parcours de 64 kilomètres, rejoint la voie d'eau à Hilvern sur le territoire de la commune de Saint-Gonnery à 108 mètres (soit une vingtaine de mètres de dénivellation et une pente régulière de 0,3 mm par mètre). La rigole, creusée en section trapézoîdale de 1,20 mètre au fond et 4,20 mètres au sommet, fut construite entre 1835 et 1838, dans des conditions déplorables par une main-d'œuvre nombreuse (environ 400 personnes travaillaient en permanence sur le chantier) mais misérable et sujette aux maladies. Si les calculs de tracé par les ingénieurs ne prêtèrent lieu à aucune critique, il n'en fut pas de même pour l'étanchéité de l'ouvrage car lorsque l'eau circula pour la première fois dans la rigole, elle déferla dans la vallée et inonda les champs. Il fallut entreprendre des travaux de consolidation de 1838 à 1844, puis engager de nombreux cantonniers pour effectuer les régulières opérations de colmatage, mais également de surveillance pour éviter le détournement de l'eau par les riverains. Aujourd'hui entretenue grâce à une association de sauvegarde, avec son chemin de halage et les arbres la bordant, la rigole d'Hilvern, qui couvre une superficie de 140 hectares, constitue un agréable lieu de promenade. En revanche, son faible débit et son entretien délicat lui ont fait perdre sa fonction hydraulique, elle a été remplacée, en 1990, par une station de pompage sur le Blavet qui débouche à l'extrémité ouest du bief.

## Activités et qualité de l'eau

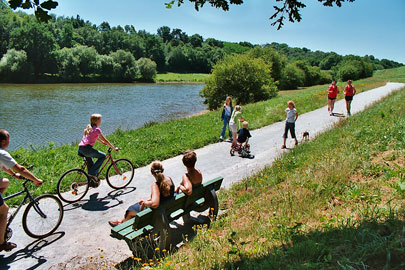
Promeneurs et cyclotouristes sur les bords de l'Oust à Guégon.

L'économie du bassin de l'Oust est largement dominée par l'activité agro-alimentaire principalement axée sur l'élevage hors-sol des porcins, des volailles et des lapins. L'ensemble du territoire concerné recense près de 1 800 exploitations agricoles pour un cheptel de 2,2 millions de porcs et de 62,3 millions de volailles. L'élevage bovin (plutôt à vocation laitière, plus rarement pour la simple production de viande) est également présent, surtout dans la partie centrale du bassin, même si le nombre des têtes est relativement réduit avec environ 175 000 vaches, bœufs et veaux. Dans la partie aval du cours, les cultures légumières viennent quelque peu rompre cette spécialisation. L'industrie est fortement liée à ces productions agricoles, ainsi l'entreprise Argoat Le Hir, sise à Loudéac, employant 450 salariés dans la fabrication de jambons et pâtés ou les abattoirs porcins Europig du groupe GAD implantés à Josselin. Le secteur de la biscuiterie est représenté par des unités de production de moindre taille comme une des usines des Pâtisseries gourmandes du groupe Roullier localisée à Loudéac. En revanche, l'Oust ne compte aucune exploitation piscicole commerciale. Le tourisme est moins développé dans la vallée de l'Oust que sur le littoral du Morbihan, mais cette activité connaît une forte progression en offrant aux visiteurs des activités diversifiées : randonnées pédestres autour de l'île-aux-Pies, cyclotourisme le long du canal de Nantes à Brest, sports nautiques, canoë-kayak, tourisme fluvial, découverte du patrimoine architectural, et des formes d'hébergement dispersées : gîtes ruraux, locations meublées, camping-caravaning. L'offre touristique se concentre surtout dans le Pays de Josselin et la partie aval de la rivière, dans le Pays de Redon.

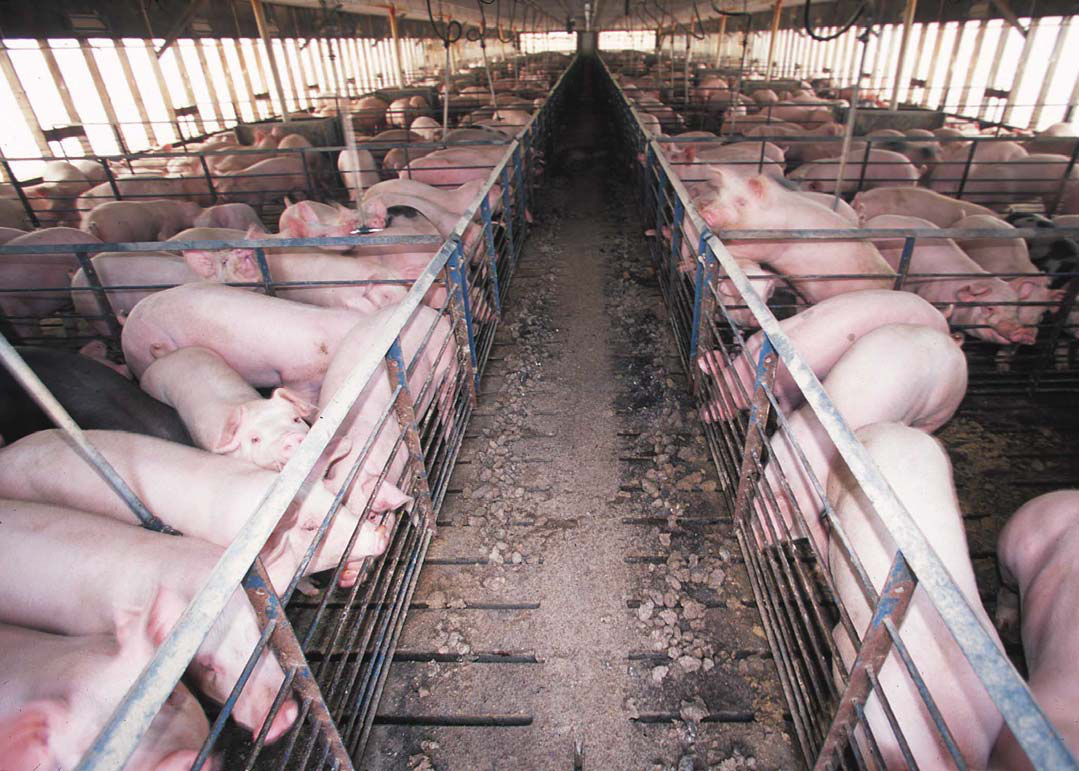
Un élevage hors-sol porcin.

Une telle concentration d'exploitations orientées vers l'élevage intensif de porcins et de volailles se traduit par une mauvaise qualité de l'eau. Ce problème est particulièrement sensible dans la vallée de l'Oust où l'eau connaît trois sources de pollution d'origine agricole : les nitrates, le phosphore et les pesticides. Les concentrations des différents polluants sont très importantes : plus de 50 mg/l de nitrates régulièrement atteints dans les eaux de l'Oust, des flux azotés atteignant 500 kg par hectare épandable. Les rejets phosphorés et les pesticides atteignent également des seuils trop élevés. L'ensemble de ces effluents pose le problème de l'alimentation en eau potable dans une région où les nappes profondes constituent une réserve secondaire et les eaux superficielles la source principale d'approvisionnement.
Pour améliorer la qualité générale de l'eau en Bretagne, le programme Bretagne Eau Pure a été mis en place, en 1990, par l'État en collaboration avec le conseil régional, les conseils généraux des quatre départements bretons et l'Agence de l'eau Loire-Bretagne. Ce programme consiste, à partir de l'établissement de stations de mesure, à relever les niveaux de pollution et les résultats de diverses actions menées dans le cadre de la reconquête de la qualité de l'eau par la maîtrise des rejets agricoles. Une nouvelle convention a été signée en 2000 dans le cadre du contrat de plan (2000-2006) avec 45 bassins versants dont ceux de l'Oust-aval (de Redon à Montertelot), de l'Oust-moyen (de Montertelot à Rohan), de l'Oust-amont (de Rohan à la source), de l'Arz, de la Claie, de l'Aff-est, de l'Aff-ouest, du Ninian et du Lié. Malgré les sommes dépensées (220 millions €), le programme qui s'est achevé en 2006 n'a pas donné les résultats escomptés faute de mesures contraignantes. La teneur en nitrates reste élevée même si le pourcentage de population exposée momentanément à des taux supérieurs à 50 mg/l (limite règlementaire) est en baisse constante, les pics de pollution par les pesticides sont également en recul. Désormais, la lutte pour la restauration de la qualité de l'eau entre dans le cadre de la Directive cadre sur l'eau, le Comité du bassin Loire-Bretagne étant chargé de préciser le projet de programme des actions à mener et d’évaluer le coût des mesures à engager pour atteindre des objectifs plus ambitieux. La baisse insuffisante de la pollution, la lenteur des autorités à réaliser les aménagements nécessaires ont toutefois conduit la Commission européenne à condamner la France, le 27 juin 2007, à une amende de 28 millions d’euros assujettie d'une astreinte journalière de 117 882 euros. Le 12 septembre suivant, cette amende est suspendue par l'exécutif européen pour donner au pays le temps (jusqu'en 2009) de se mettre en conformité avec les normes en vigueur. Après une prolongation de cette suspension, la Commission a décidé, le 24 juin 2010, de mettre fin à la procédure prenant acte de la mise en œuvre d'un plan d'action efficace dans la lutte contre les pollutions. La Bretagne n'en a pour autant terminé avec la question des rejets de nitrates dans les eaux de ses cours d'eau car les marées vertes se multiplient sur le littoral breton. Le vote, le 11 octobre 2011, par les autorités françaises, d'un décret relevant les plafonds d’épandage d’azote ont conduit la Commission européenne à renvoyer la France devant la Cour de justice européenne le 27 février 2012. Cette dernière devrait rendre une décision au cours du premier semestre 2013 Ce sujet sensible concerne toute la Bretagne mais la vallée de l'Oust, par le poids des activités d'élevage, se trouve concernée par toutes les décisions nationales ou communautaires.

## Environnement

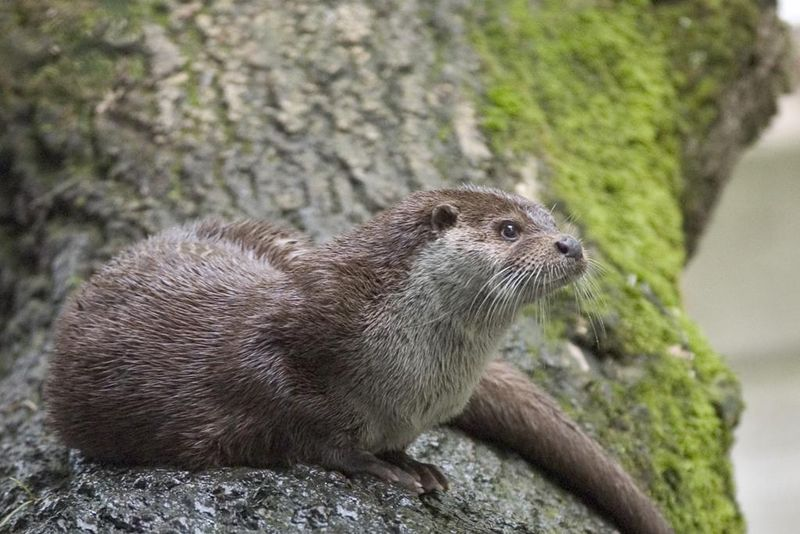
Une loutre d'Europe.

L'Oust est classé comme cours d'eau de deuxième catégorie piscicole géré par plusieurs associations agréées de pêche et de protection des milieux aquatiques (AAPPMA) comme l'Hameçon josselinais ou le Mortier de Glénac. Même si la rivière est canalisée sur une majeure partie de son cours, de nombreuses espèces de poissons s'y retrouvent : poissons blancs comme le gardon, l'ablette, la brème et la carpe, poissons carnassiers tels que le brochet, le sandre et la perche. Grâce à l'action des AAPPMA, des frayères à brochets ont été réhabilitées sur certains biefs. Des espèces migratrices sont aussi présentes dans les eaux de l'Oust et de quelques-uns de ses affluents comme l'Arz, il est ainsi possible de trouver des saumons, des aloses, des truites de mer, des lamproies marines et des anguilles. Certaines AAPPMA aménagent des buses pour faciliter la montaison des espèces migratrices jusque très loin en amont ou dans les affluents afin de concilier la présence de barrages et le passage des poissons.

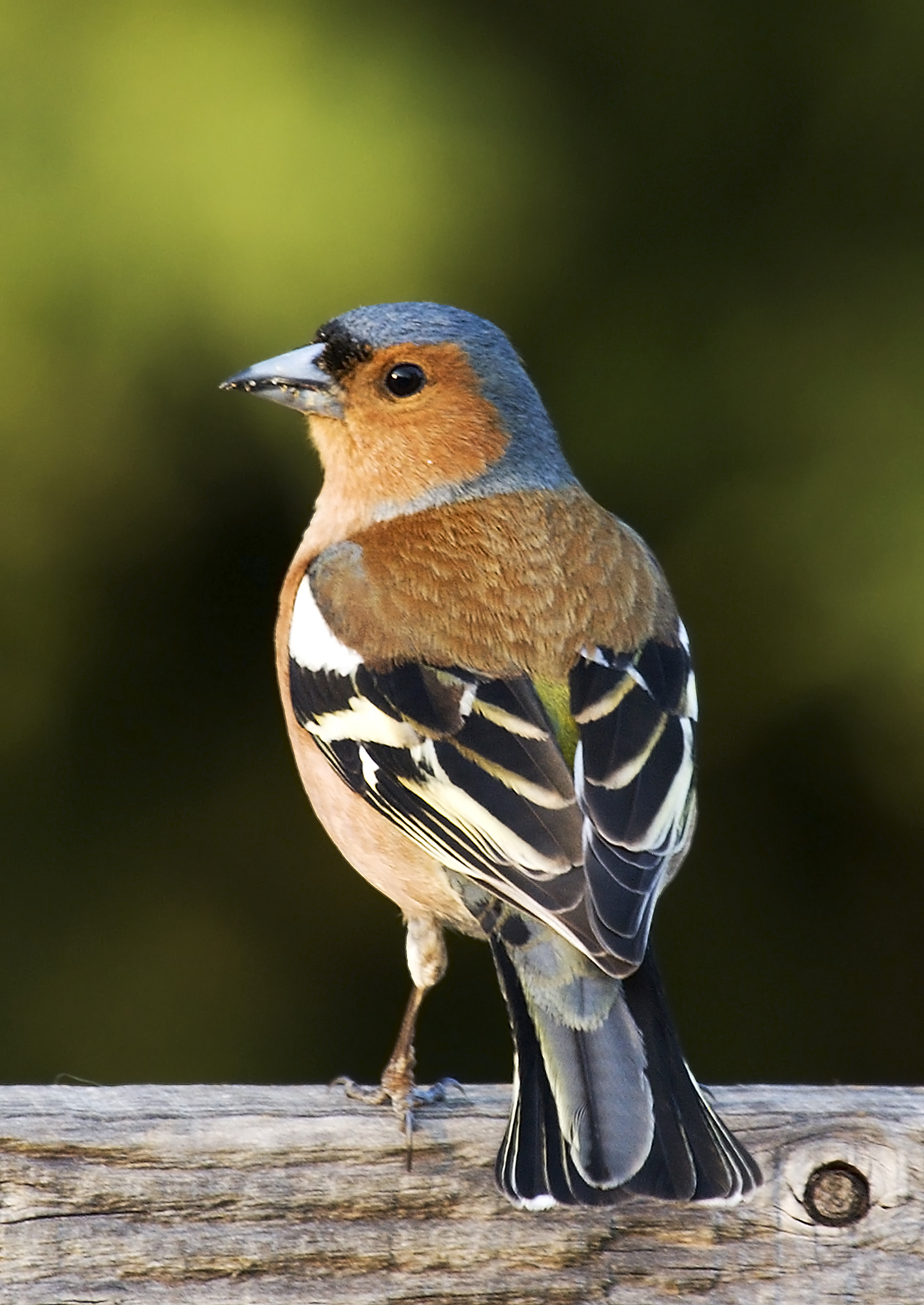
Un pinson des arbres.

Parmi les espèces semi-aquatiques, la loutre d'Europe a fait son retour sur le cours de la rivière. Après avoir été décimée, pour sa fourrure, par la chasse et le piégeage, la loutre est un animal protégé depuis 1972 et connaît une rapide extension dans le bassin de l'Oust. Une vingtaine d'individus ont été recensés le long de la rivière, cela peut paraître peu mais il s'agit là d'un mammifère de grande taille, doublé d'un super prédateur impliquant des densités faibles (les domaines individuels varient de 10 à 25 kilomètres de cours d'eau pour une femelle reproductrice, jusqu'à 40 kilomètres pour un mâle adulte). Le ragondin connaît une rapide expansion en tant qu'espèce invasive et contribue à la fragilisation des berges. L'avifaune est surtout concentrée dans les zones de marais à proximité de l'exutoire. Il est possible entre autres d'y observer des hérons cendrés, des martins-pêcheurs et plusieurs espèces de canards. Cette partie du cours de l'Oust bénéficie de plusieurs espaces naturels remarquables. On trouve deux zones naturelles d'intérêt écologique, faunistique et floristique (ZNIEFF, nommées « Vallée de l’Oust » et « Confluence Oust-Aff ») et surtout la zone des marais de Redon, inscrite comme site Natura 2000 mais qui déborde très largement sur le bassin propre de la Vilaine. Dans la vallée peuvent être observés la mésange bleue, le merle noir, la sittelle torchepot, le pic épeiche, le pinson des arbres, la fauvette pitchou ou encore la buse variable.
Le long des rives de l'Oust se retrouvent de nombreuses espèces d'arbres et arbustes plus ou moins communes au milieu océanique : hêtre, châtaignier, chêne pédonculé, noisetier, érable champêtre, aulne glutineux, sureau noir, saule roux, pin maritime. De nombreuses fleurs poussent dans la vallée ; parmi les plus répandues ou les plus remarquables, peuvent s'observer la jacinthe des bois, le géranium Herbe à Robert, l'iris des marais, la renoncule rampante, l'ajonc d'Europe, la bruyère cendrée, mais également différents lichens, mousses ou fougères dont la scolopendre officinale et le polypode commun. Certaines espèces végétales ont été introduites dans ce milieu et ont pu coloniser une partie du cours de la rivière au détriment des espèces locales ; il en va ainsi de la renouée du Japon, du myriophylle du Brésil, de l'élodée dense. Ce sont toutefois des jussies (Ludwigia grandiflora) qui posent le plus de problèmes. Ces espèces de plantes amphibies fixées par un rhizome, originaires d'Amérique du Sud, se développent rapidement (elles peuvent doubler leur masse tous les 15 à 70 jours) sous forme d'herbiers denses quasiment impénétrables, immergés ou émergés. Elles envahissent les plans d'eau et les cours d'eau peu profonds, provoquant l'eutrophisation, la disparition de la flore locale et des poissons. Face à ces phénomènes, les collectivités mettent en place des opérations d'arrachage avec des moyens manuels ou mécaniques, voire des traitements chimiques.

## Départements et principales communes traversés
Dans les trois départements des Côtes-d'Armor, du Morbihan et d'Ille-et-Vilaine, l'Oust traverse quarante-neuf communes et quatorze cantons :
- de l'amont vers l'aval : Le Haut-Corlay, La Harmoye, Saint-Martin-des-Prés, Le Bodéo, Merléac, Allineuc, Uzel, Saint-Thélo, Le Quillio, Saint-Caradec, Trévé, Loudéac, Hémonstoir, Saint-Gonnery, Saint-Maudan, Gueltas, Rohan, Crédin, Bréhan, Pleugriffet, Les Forges, Lanouée, Guégon, Josselin, Guillac, Saint-Servant, Val-d'Oust, Ploërmel, Montertelot, Sérent, Saint-Abraham, Saint-Marcel, Caro, Missiriac, Malestroit, Saint-Congard, Saint-Laurent-sur-Oust, Saint-Martin-sur-Oust, Saint-Gravé, Peillac, Les Fougerêts, Glénac, Saint-Vincent-sur-Oust, Bains-sur-Oust, Saint-Perreux, Redon, Saint-Jean-la-Poterie.

Soit en termes de cantons, l'Oust prend sa source dans le canton de Corlay, traverse les canton de Quintin, canton de Plœuc-sur-Lié, canton d'Uzel, canton de Loudéac, canton de Pontivy, canton de Rohan, canton de Josselin, canton de Malestroit, canton de Ploërmel, canton de Rochefort-en-Terre, canton de La Gacilly, canton d'Allaire et conflue dans le canton de Redon.